# Тева Таасиот Прамецавтиот
„Тева Таасиот Прамецавтиот“ (на иврит: טבע תעשיות פרמצבטיות) е фармацевтичен концерн със седалище в Петах Тиква, Израел. Фирмата е лидер на фармацевтичния пазар в Израел и е една от 25-те най-големи фармацевтични концерни в света. Годишният оборот на концерна за 2004 г. възлиза на 4,8 милиарда долара, а работещите във фирмата са около 40 хил. души.

## История
Фирмата възниква през 1901 г. като вносител на лекарства. През 1930 г. възниква първата лаборатория на фирмата въз основа на заселването на висококвалифицирани специалисти в тогавашната Палестина.
През 1951 г. фирмата е листвана на борсата в Тел Авив. През втората половина на 80-те години фирмата развива своята международна дейност и открива редица представителства в много страни по света/първото задгранично представителство е в САЩ.
През 2016 година „Тева“ купува подразделението на „Актавис“ за производство на генерични лекарства, включващо и българските производители „Балканфарма – Дупница“ и „Балканфарма – Троян“.